# Caesalpinia stipularis
Caesalpinia stipularis är en ärtväxtart som beskrevs av George Bentham. Caesalpinia stipularis ingår i släktet Caesalpinia och familjen ärtväxter. Inga underarter finns listade i Catalogue of Life.